# Ка Ређини (Венеција)
Ка Ређини (итал. Ca' Regini) је насеље у Италији у округу Венеција, региону Венето.
Према процени из 2011. у насељу је живело 18 становника. Насеље се налази на надморској висини од 7 м.